# Pilocrocis dichocrosialis
Pilocrocis dichocrosialis is van de grasmotten (Crambidae), uit de onderfamilie van de Spilomelinae. De wetenschappelijke naam van deze soort is voor het eerst gepubliceerd in 1912 door George Francis Hampson.
De spanwijdte bedraagt 22 millimeter bij het mannetje en 26 millimeter bij het vrouwtje.
De soort komt voor in Nigeria, Kameroen, Congo-Kinshasa, Tanzania, Zambia, Malawi, Mozambique, Zimbabwe en Zuid-Afrika.